# 您的老鼠好友
《您的老鼠好友》（英語：Your Friend the Rat）是皮克斯動畫工作室首部以傳統繪圖呈現的動畫短片，畫面手繪以外，還有單格拍攝搭配電腦動畫與真人貼圖結合而成。
以長片電影《料理鼠王》為基礎，該短片同樣搭配歌曲呈現，與一併收錄在《料理鼠王》DVD，全長約11分鐘，是目前片長最長的皮克斯動畫短片，獲得35屆安妮獎的最佳動畫短片獎。

## 內容
短片採取教育宣導短片的形式，角色以老鼠小米與大米為主，探討著人類與老鼠的和平共處關係。內容藉由歷史來提及相關主題，伴隨著兩鼠亂談的對話，用各種多樣的動畫型式來表現。短片結尾出現長篇大論帶點諷刺的警告宣導，説明孩童應遠離老鼠，大小米試著跑到畫面前方努力把它移除掩蓋，叫觀眾不要理會警告內容，抱怨言論自由與過少的食物。

## 細節
- 短片提到老鼠帶來黑死病時，有《蟲蟲危機》的 P.T 跳蚤出現在短片中跳舞客串。
- 短片中末段的歌曲，可以見到瓦力駕駛著太空巴士，載著大小米與乘客前往火星。

## 配音
| 配音           | 角色                      |
| -------------- | ------------------------- |
| Patton Oswalt  | 小米（Rémy）              |
| Peter Sohn     | 大米（Émile）             |
| Lou Romano     | 小林（Linguini）          |
| Tony Russell   | Disclaimer Guy            |
| Sigmund Vik    | 挪威老鼠（Norwegian Rat） |
| Jim Capobianco | 導演                      |

## 外部連結
- 互联网电影数据库（IMDb）上《您的老鼠好友》的资料（英文）

| 前任： Lifted | 皮克斯動畫工作室動畫短片 2007 | 繼任： 魔術師和兔子 |